# Superlópez (película)
Superlópez es una película cómica española de 2018, dirigida por Javier Ruiz Caldera y protagonizada por Dani Rovira basada en el personaje de cómic de Jan.
Ubicación de rodaje: Barcelona

## Cómic
El historietista Juan López Fernández, más conocido como "Jan" (Barcelona 1945) creó en 1973 el personaje de Superlópez, parodia del héroe de DC Superman, con el que alcanzó su mayor éxito, en especial tras recuperarlo en la editorial Bruguera en el año 1979, dando inicio, con la ayuda de los primeros números del guionista Francisco Pérez Navarro (Efepé), a la serie en la Colección Olé con ‘Las Aventuras de Superlópez’ (1980), una recopilación de ocho aventuras cortas.

## Argumento
En el lejano planeta Chitón, el científico Jan ha logrado crear el "arma definitiva", un niño con superpoderes, que liberará a su planeta del malvado Skorba. Sin embargo, este se ha enterado del experimento, y Jan y su mujer apenas consiguen enviarlo hacia la Tierra antes de que las fuerzas de Skorba lleguen a su torre. Ágata, la hija de Skorba, lee la mente de Jan y descubre sus planes, montándose en otra nave para capturar al niño. Sin embargo, al llegar a la órbita terrestre, la nave del niño se choca con el Hispasat y su camino se desvía: mientras la nave de Ágata se estrella en los Estados Unidos, la del niño lo hace en España, donde el pequeño es adoptado por los López, que pronto descubren que Juan tiene grandes poderes: los dos le enseñan a no destacar para que pueda tener una vida fácil.

Años después, Juan se ha esforzado en no destacar: vive una vida normal y tiene un trabajo normal, aunque aun así usa sus capacidades para facilitarle las labores - cuando nadie mira. Su ordenada vida da un vuelvo cuando Luisa Lanas, su antigua compañera de universidad, empieza a trabajar en la misma empresa que él, llamada Chit, en Barcelona: a pesar de los intentos de Jaime (el mejor amigo de Juan) de ligar con ella, Luisa está más interesada en Juan, y Juan consigue quedar con ella. Esa noche, un tren del metro pierde el control, y Juan logra frenarlo - sin saber que Ágata, ahora líder y propietaria de Chit, la mayor empresa de dispositivos electrónicos del mundo, sigue buscándolo.
Mientras Juan se dirige a una segunda cita con Luisa, Ágata usa un emisor de ultrasonidos para que vaya al cuartel general de Chit en la ciudad. Allí, Juan descubre cuál es su verdadero origen y, tras una pelea, Ágata descubre la existencia de Luisa. En la empresa, Jaime es atacado por un robot de Chit cuando está obteniendo muestras de ADN de Luisa, y tras destruirlo con la ayuda de los hombres de limpieza, corre para avisar a Luisa de lo ocurrido. Juan va también a buscarla a su piso, encontrándosela borracha después del plantón. Los dos discuten, y Juan le dice que tiene que volver a casa de sus padres para obtener respuestas, no sin antes darle un beso a Luisa que Jaime ve sorprendido. Ágata llega y convence a Jaime de que la ayude a capturar a Juan.
En casa de sus padres, Juan exige respuestas, y ellos le muestran la nave que trajo a Juan de su planeta. Juan activa por accidente un mensaje holográfico de Jan, que le explica (con marionetas) el conflicto existente en su planeta. Juan no está por la labor, pero sus padres le convencen de intentar ayudar a la gente de su planeta natal. Tras varios intentos fallidos, Juan consigue aprender a volar. En ese momento, aparece Luisa en la casa - pero se trata en verdad de un robot controlado por Ágata, intentando convencerle de dejar sus lazos con la Tierra a un lado. Jaime aprovecha para mostrar su enfado contra lo que considera una traición de Juan, pero cuando éste admite que Jaime es su mejor y único amigo, Jaime se arrepiente, y Ágata ataca a Juan con el robot Luisa, al que Juan acaba destruyendo. Ágata secuestra a Jaime y ordena a sus hombres que encuentren a Luisa.
Juan consigue encontrar a Luisa e intenta convencerla de lo que está pasando, pero ella cree que Juan está intentando cortar con ella: cuando Juan intenta demostrar que puede volar, unos artistas callejeros lo distraen, permitiendo a los hombres de Ágata secuestrar a Luisa. Juan vuela hasta el edificio de Chit para rescatar a Jaime y Luisa, pero Ágata consigue inutilizarlo con su tecnología, justo cuando llega Skorba, que ha sido llamado por Ágata. Jaime y Luisa consiguen que Juan recupere la conciencia, y los tres escapan a la casa de los padres de Juan. Cuando Skorba desdeña a su hija por no haber logrado tener al "arma definitiva" en sus manos, Ágata lo mata y toma el control de las fuerzas de su padre. 
Juan decide que, a pesar de todo, pretende seguir siendo normal y pasar desapercibido, pero Ágata llega y Juan se ve obligado a luchar contra su robot mecha. Vapuleado, Juan no puede evitar que sus padres y Jaime sean absorbidos por el mecha, pero con la ayuda de Luisa consigue destruirlo y atrapar a Ágata, a la que envía a Chitón en su nave junto con uno de los actores callejeros, al que hace pasar por el "arma definitiva" mientras él se queda en la Tierra: a pesar de que la población desprecia sus esfuerzos, Juan acepta sus habilidades, convirtiéndose en Superlópez.
En una escena posterior, Juan llega (otra vez) tarde a una cita con Luisa. Cuando Juan pide la cuenta, le comentan que ya la ha pagado otro: un hombre que se pone un chupete y desaparece (apuntando a una secuela basada en El señor de los chupetes).

## Reparto
- Dani Rovira como Juan López "Superlópez" nació en el año 1983.
- Alexandra Jiménez como Luisa Lanas. Luisa nació en el año 1990.
- Julián López como Jaime González Lidenbrock. Jaime nació en el año 1987.
- Pedro Casablanc como el padre de López en la Tierra. El padre de Superlópez nació en el año 1954.
- Gracia Olayo como la madre de López en la Tierra. La madre de López nació en el año 1955.
- Maribel Verdú como Ágata Müller. Ágata  nació en el año 1969.
- Ferrán Rañé como Almirante Skorba. El almirante nació en el año 1935.
- Nao Albet como Ingeniero inglés
- Gonzalo de Castro como Jan, el padre biológico de López. El padre 2 de Superlópez nació en el año 1947.
- Mireia Portas como la madre biológica de López. La madre 2 de Superlópez nació en el año 1949.
- Marc Rodríguez
- Carlos Zabala como Baserritarra
- Josep Maria Alejandre como Cliente taller

## Recepción y crítica

### Taquilla
Fue el mejor estreno del cine español en 2018 recaudando 2,3 millones de euros el primer fin de semana. Al final de 2018 había recaudado más de 10 millones de euros, siendo la segunda película española más vista del año, por detrás de Campeones.

### Crítica
Las críticas fueron en general positivas. Oti Rodríguez en ABC le da 3 estrellas sobre 5 y define la película como «un cruce surrealista entre el sainete, el esperpento y la chirigota sobre un asunto serio (Superman) que ha perdido por completo cualquier atisbo de sensatez». Beatriz Martínez de El Periódico le da 4 estrellas sobre 5 y afirma que es una «inteligente comedia de aventuras que a través de un ritmo adictivo reflexiona en torno a la idiosincrasia española, a la mediocridad y la medianía como motores que impulsan nuestra sociedad». Más crítico es Javier Ocaña quien, en El País, escribe: «Nada está mal: ni los intérpretes ni las situaciones ni los diálogos ni la dirección. Y, sin embargo, ni una mueca, porque nada está lo suficientemente bien para provocar un cierto jolgorio».

## Premios
- Nominada a mejor comedia en los Premios Feroz 2018
- Ganadora a mejores efectos especiales en los Premios Goya 2018 (Laura Pedro y Lluís Rivera)[6]